# Bechampova reakce
V organické syntéze se Béchampova reakce používá k přípravě arsonových kyselin z aktivovaných aromatických sloučenin, například kyseliny arsanilové z anilinu. Reakce patří mezi elektrofilní aromatické substituce, jako elektrofil při ní slouží kyselina arseničná. Reakce probíhá podle této idealizované stechiometrie pro přípravu kyseliny arsanilové:
C6H5NH2 + H3AsO4 → H2O3AsC6H4NH2 + H2O

## Rozsah reakce
Reakce byla poprvé popsána v roce 1863 Antoine Béchampem. Je velmi podobná sulfonaci arenů.
Béchampova reakce byla použita v práci Paula Ehrlicha o organických sloučeninách arsenu, která získala Nobelovu cenu.

Používá se k výrobě roxarsonu, který vykazuje antikokcidiální účinky a podporuje růst u zvířat.